# Lapinsaari (ö i Finland, Kajanaland, Kehys-Kainuu, lat 64,84, long 28,22)
Lapinsaari är en ö i Finland. Den ligger i sjön Iso-Kekko och Pikku-Kekko och i kommunen Hyrynsalmi i den ekonomiska regionen  Kehys-Kainuu  och landskapet Kajanaland, i den centrala delen av landet, 500 km norr om huvudstaden Helsingfors. Öns area är 0,4 hektar och dess största längd är 140 meter i öst-västlig riktning.